# Polona Batagelj
Polona Batagelj (Šempeter pri Gorici, Šempeter-Vrtojba, 7 de juny de 1989) és una ciclista eslovena professional des del 2008 i actualment a l'equip BTC City Ljubljana. S'ha proclamat nombrosos cops campiona nacional en ruta i en contrarellotge, i ha participat en dos Jocs Olímpics.

## Palmarès
- 2010
  -  Campiona d'Eslovènia en ruta
- 2011
  -  Campiona d'Eslovènia en ruta
- 2012
  -  Campiona d'Eslovènia en ruta
- 2013
  -  Campiona d'Eslovènia en ruta
- 2014
  -  Campiona d'Eslovènia en ruta
  -  Campiona d'Eslovènia en contrarellotge
- 2015
  -  Campiona d'Eslovènia en ruta
  -  Campiona d'Eslovènia en contrarellotge
- 2016
  -  Campiona d'Eslovènia en ruta
- 2017
  -  Campiona d'Eslovènia en ruta
- 2018
  -  Campiona d'Eslovènia en ruta